# Plestiodon septentrionalis
Plestiodon septentrionalis är en ödleart som beskrevs av Baird 1858. Plestiodon septentrionalis ingår i släktet Plestiodon och familjen skinkar.
Inga underarter finns listade i Catalogue of Life. Andra verk skiljer vanligen mellan två populationer, Plestiodon septentrionalis septentrionalis (den nordliga populationen) och Plestiodon septentrionalis obtusirostris (den sydliga populationen).
Arten förekommer med två större populationer i centrala USA. Dessutom finns en liten avskild population i södra Manitoba i Kanada. I USA sträcker sig utbredningsområdet från östra North Dakota och västra Wisconsin i norr till östra Texas och västra Louisiana i syd. Plestiodon septentrionalis vistas på öppna ställen intill floder, i mindre trädgrupper med tallar eller vid skogarnas kanter, på klippiga kullar med ett täcke av gräs och på öppna gräsremsor intill vägar.
Individerna gräver ofta i lövskiktet eller i det översta jordlagret. Honor lägger ägg som grävs ner under trädstammar som ligger på marken eller under stenar.
I områden där landskapet förändrades omfattande av människor minskade populationen. Allmänt har Plestiodon septentrionalis bra anpassningsförmåga. IUCN kategoriserar arten globalt som livskraftig.